# WirelessHD
WirelessHD (ou WiHD) est la spécification d'une technique de transmission sans fil.
Les sociétés participantes aux travaux de spécifications sont Intel, LG Electronics, Matsushita Electric Industrial (Panasonic), NEC, Samsung, Sibeam, Sony et Toshiba.
Les spécificités de la version 1.0 ont été données lors du CES de Las Vegas 2008. La technique permettrait donc de transmettre des contenus haute définition avec un débit théorique de 4 Gbit s−1 sur la bande de fréquence des 60 GHz, en 1 080 p, pour une distance de 10 m environ.
Aucune date de commercialisation n'est encore prévue. Le WirelessHD est au point mort en France. Les fréquences sont réservées par l'armée et le gouvernement.